# SG-V-6122
La  SG-V-6122  es una carretera de la Red de Carreteras de la Diputación de Segovia en la provincia de Segovia (España), dividida en dos tramos (Segovia-Palazuelos y Palazuelos-SG-P-6121), que une el barrio de La Albuera de Segovia con Palazuelos de Eresma y hasta el despoblado de Gamones. Tiene una longitud de 7,015 km.

## Localidades que atraviesa
Segovia, Palazuelos de Eresma y Gamones.

## Áreas de servicio y descanso
- Aparcamiento, Segovia;
- Área de servicio y aparcamiento, Gamones (Palazuelos de Eresma).

## Recorrido
| Segovia ( CL-601a ) - Gamones ( SG-P-6121 ) | Segovia ( CL-601a ) - Gamones ( SG-P-6121 )                 | Segovia ( CL-601a ) - Gamones ( SG-P-6121 )                    | Segovia ( CL-601a ) - Gamones ( SG-P-6121 )                                       | Segovia ( CL-601a ) - Gamones ( SG-P-6121 ) |
| Señalización                                | Esquema                                                     | Nombre de Salida                                               | Carretera que enlaza                                                              | Salida                                      |
| ------------------------------------------- | ----------------------------------------------------------- | -------------------------------------------------------------- | --------------------------------------------------------------------------------- | ------------------------------------------- |
|                                             |                                                             | Segovia                                                        | CL-601a Carretera de Valdevilla Calle de los Silverios Calle Sexmo de Casarrubios | 0                                           |
|                                             |                                                             |                                                                |                                                                                   |                                             |
|                                             |                                                             | Aparcamiento                                                   |                                                                                   |                                             |
|                                             |                                                             |                                                                |                                                                                   |                                             |
|                                             | Aparcamiento                                                |                                                                |                                                                                   |                                             |
|                                             |                                                             | SEGOVIA                                                        |                                                                                   |                                             |
|                                             |                                                             | Camino de Gallococeado                                         |                                                                                   |                                             |
|                                             |                                                             | Camino de servicio SG-20                                       |                                                                                   |                                             |
|                                             | Puente SG-20 ( 4,8 m de altura máxima)                      |                                                                |                                                                                   |                                             |
|                                             |                                                             | SG-20 Todas las direcciones CL-601 La Granja                   | Enlace SG-20                                                                      | 1                                           |
|                                             |                                                             | Arroyo Roduelos                                                |                                                                                   |                                             |
|                                             |                                                             | UFC Palazuelos                                                 |                                                                                   |                                             |
|                                             | HÍPICA Eresma                                               |                                                                |                                                                                   |                                             |
|                                             | Industrias Cárnicas BRIZ                                    |                                                                |                                                                                   |                                             |
|                                             | Camino de San Ildefonso                                     |                                                                |                                                                                   |                                             |
|                                             |                                                             | Camino                                                         |                                                                                   |                                             |
|                                             |                                                             | Whisky DyC Urbanización Carrascalejo CL-601 La Granja          | Carreterina de Palazuelos                                                         | 2                                           |
|                                             |                                                             | Río Eresma                                                     |                                                                                   |                                             |
|                                             |                                                             | Camino                                                         | Carretera de la Fábrica Calle Cordel                                              | Carretera de la Fábrica Calle Cordel        |
|                                             |                                                             | Tabanera del Monte San Cristóbal                               | SG-V-6125                                                                         | 3                                           |
|                                             |                                                             | PALAZUELOS DE ERESMA                                           |                                                                                   |                                             |
|                                             |                                                             | Calle Canaliza                                                 |                                                                                   |                                             |
|                                             | Calle Doñana                                                |                                                                |                                                                                   |                                             |
|                                             | Calle la Chica Calle San Antonio                            |                                                                |                                                                                   |                                             |
|                                             |                                                             |                                                                |                                                                                   |                                             |
|                                             | Calle Doñana                                                |                                                                |                                                                                   |                                             |
|                                             | Polideportivo Arroyo De La Vega Travesía de la Ermita       | Calle del Deporte Travesía de la Ermita                        | Calle del Deporte Travesía de la Ermita                                           |                                             |
|                                             |                                                             |                                                                |                                                                                   |                                             |
|                                             | Calle Centeno                                               |                                                                |                                                                                   |                                             |
|                                             |                                                             |                                                                |                                                                                   |                                             |
|                                             | Calle del Trigo Calle del Curato                            |                                                                |                                                                                   |                                             |
|                                             | Calle del Pan                                               |                                                                |                                                                                   |                                             |
|                                             |                                                             |                                                                |                                                                                   |                                             |
|                                             |                                                             |                                                                |                                                                                   |                                             |
|                                             | Calle Rebanal Calle de la Iglesia Parada de autobús         |                                                                |                                                                                   |                                             |
|                                             |                                                             |                                                                |                                                                                   |                                             |
|                                             | Calle los Linares                                           |                                                                |                                                                                   |                                             |
|                                             |                                                             |                                                                |                                                                                   |                                             |
|                                             | Calle la Escuela Vieja                                      |                                                                |                                                                                   |                                             |
|                                             | Plaza de la Fuente                                          |                                                                |                                                                                   |                                             |
|                                             | Camino de Trescasas                                         |                                                                |                                                                                   |                                             |
|                                             |                                                             |                                                                |                                                                                   |                                             |
|                                             | Plaza de las Eras                                           |                                                                |                                                                                   |                                             |
|                                             |                                                             |                                                                |                                                                                   |                                             |
|                                             | Plaza de Arriba                                             |                                                                |                                                                                   |                                             |
|                                             |                                                             |                                                                |                                                                                   |                                             |
|                                             |                                                             | Calle del Chorrillo                                            |                                                                                   |                                             |
|                                             |                                                             |                                                                |                                                                                   |                                             |
|                                             | Calle la Fragua                                             |                                                                |                                                                                   |                                             |
|                                             |                                                             |                                                                |                                                                                   |                                             |
|                                             | Calle las Zarzas                                            |                                                                |                                                                                   |                                             |
|                                             |                                                             |                                                                |                                                                                   |                                             |
|                                             | Calle Charcón Parada de autobús                             |                                                                |                                                                                   |                                             |
|                                             | Calle el Cordel Calle los Erizales                          |                                                                |                                                                                   |                                             |
|                                             |                                                             |                                                                |                                                                                   |                                             |
|                                             |                                                             |                                                                |                                                                                   |                                             |
|                                             | Campo de fútbol La Mina Punto de vaciado para autocaravanas | Calle Cañada                                                   | Calle Cañada                                                                      |                                             |
|                                             |                                                             | PALAZUELOS DE ERESMA                                           |                                                                                   |                                             |
|                                             |                                                             | CL-601 La Granja Diputación Provincial                         | SG-V-6126                                                                         | 5                                           |
|                                             |                                                             | Camino                                                         | Cordel de Palazuelos                                                              | Cordel de Palazuelos                        |
|                                             |                                                             | Camino                                                         |                                                                                   |                                             |
|                                             | Camino de Juan Bellida                                      |                                                                |                                                                                   |                                             |
|                                             | Camino San Bartolomé                                        |                                                                |                                                                                   |                                             |
|                                             |                                                             | Torrecaballeros N-110 Trescasas SG-V-6123 San Ildefonso CL-601 | Cañada Real Soriana Occidental SG-P-6121                                          | 6                                           |